# بیماری داریر
بیماری داریر (به انگلیسی: Darier's disease) نوعی بیماری ژنتیکی و پوستی نادر و اتوزوم غالب است و گاهی به اشتباه با نام کراتوز فولیکولر خوانده می‌شود در حالی‌که ارتباطی با فولیکول مو ندارد. دراین بیماری آکانتولیز در پوست باعث ایجاد علایم پوستی می‌شود

## ژنتیک
ژنی که در به وجود آمدن این بیماری نقش دارد ATP2A2 است که باعث کد شدن پروتئین SERCA2 می‌شود. این پروتئین، سازندهٔ پمپ کلسیمی رتیکولوم اندوپلاسمیک (ER) موجود در تقریباً  تمام سلول‌ها و رتیکولوم سارکوپلاسمیک (SR) موجود در سلول‌های عضلانی است.

## علایم
این بیماری نوعی آکانتولیز است که بیش‌تر در نواحی سبورهٔ بدن، اسکالپ و گردن، مرکز قفسهٔ سینه، پشت، و چین‌های پوستی بدن دیده می‌شود. بیماری پوسته‌های چرب و زرد-سفید و با بویی تند توأم با پاپول‌های پوسته‌ریز ایجاد می‌کند.
- همراهی‌های آن در ۹۰درصد مواقع، موارد زیر می‌باشد:

- آکروکراتوز وروسی‌فرمیس (ضایعات زگیلی‌شکل دست و پا)
- ماکول‌های هیپرملانوتیک
- خارش
- مشکلات ناخن به صورت قطعات هیپرکراتوتیک زیرناخن
- هم‌چنین ۷۰–۳۰ درصد موارد هم مورفولوژی غیرمعمول مو و آکنه کونگلوباتا دیده می‌شود.[۶][۷]

## بافت‌شناسی
در نمای بافت‌شناسی، دیس کراتوز آکانتولیتیک فوکال با درجات مختلفی از پاپیلوماتوز دیده می‌شود.

## تشخیص
تشخیص بیماری توسط بافت‌شناسی و شرح حال خانوادگی صورت می‌گیرد.

## درمان
درمان به شدت بیماری بستگی دارد. در موارد خفیف، فقط اقدامات حمایتی زیر کافی است:
- تجویز ضدآفتاب مناسب
- نپوشیدن لباس‌های تعریق‌زا که پوست از ورای آن قابلیت تنفس خود را از دست می‌دهد.
-رعایت بهداشت پوست
بیماری اغلب بیماران با همین اقدامات کنترل شده و زندگی طبیعی همانند دیگران را تجربه می‌کنند.
-ریسک عفونت با استافیلوکوک طلایی و هرپس سیمپلکس و HPV وجود دارد که درصورت وقوع، درمان مناسب ضدمیکروبی استفاده می‌شود.
-در موارد شدیدتر ممکن است بسته به مورد از داروهای کراتولیتیک مانند رتینویید و آداپالن استفاده شود.